# La Ferté-Chevresis

La Ferté-Chevresis este o comună în departamentul Aisne din nordul Franței. În 1 ianuarie 2022 avea o populație de 521 de locuitori.